# Li Wing Mui
Li Wing Mui (chinesisch 李詠梅; * 19. September 1979) ist eine Badmintonspielerin aus Hongkong. 

## Karriere
Li Wing Mui nahm 2004 im Damendoppel an Olympia teil. Sie verlor dabei mit Louisa Koon Wai Chee gleich in Runde eins und wurde somit 17. in der Endabrechnung. Bei der Asienmeisterschaft des Folgejahres gewann sie Bronze im Mixed mit Albertus Susanto Njoto.

## Sportliche Erfolge
| Saison | Veranstaltung      | Disziplin   | Platz | Name                                 |
| ------ | ------------------ | ----------- | ----- | ------------------------------------ |
| 2001   | Hong Kong Open     | Damendoppel | 5     | Chen Wang / Wing Mui Li              |
| 2004   | Olympia            | Damendoppel | 17    | Koon Louisa / Li Wing Mui            |
| 2005   | Asienmeisterschaft | Mixed       | 3     | Albertus Susanto Njoto / Li Wing Mui |